# Соржица
Со́ржица (бел. Соржыца) — деревня в Бешенковичском районе Витебской области Белоруссии. Административный центр Соржицкого сельсовета. Расположена в 22 км от городского посёлка Бешенковичи, в 41 км от Витебска. Население — 25 человек (2019).

## История
Впервые деревня упоминается в 1508 году как имение Сорица. В 1884 году погост Соржица имел мельницу, сукновальную мастерскую, круподёрку. В 1886 году — винокурню. С 3 марта 1924 года в составе БССР. С 20 августа 1924 года в составе Стрелищенского сельсовета Бешенковичского района Витебского округа.
C 3 июля 1941 года по 26 июня 1944 год была оккупирована немецко-фашистскими войсками.
В 1944—1959 годы работал колхоз «Звезда». С 16 июля 1954 года центр Соржицкого сельсовета. С 20 мая 1960 года по 9 июля 1965 года в составе Островенского сельсовета. С 1998 года в составе колхоза имени Короневского.

## Инфраструктура
В 2014 году в деревне работал магазин.